# Canottaggio ai XVIII Giochi del Mediterraneo
Le gare di canottaggio ai XVIII Giochi del Mediterraneo si sono svolte dal 28 al 30 giugno 2018 nel Canal Olímpico de Cataluña a Castelldefels.
Sono stati disputati complessivamente sei eventi, quattro maschili e due femminili.

## Calendario
Il calendario delle gare è stato il seguente:
| ● | Competizioni | ● | Finali |

| Giugno/Luglio |    |    |    |    |    |    |    |    |    |
| 22            | 23 | 24 | 25 | 26 | 27 | 28 | 29 | 30 | 1º |
|               |    |    |    |    |    | ●  | ●  | 6  |    |

## Podi

### Uomini
| Evento                              | Oro                                          | Tempo    | Argento                                 | Tempo    | Bronzo                               | Tempo    |
| Singolo (dettagli)                  | Luca Rambaldi                                | 3'14"757 | Marko Marjanović                        | 3'16"628 | Spyridon Kalentzis                   | 3'22"843 |
| 2 di coppia (dettagli)              | Grecia Stefanos Ntouskos Christos Stergiakas | 2'58"983 | Slovenia Miha Aljančič Nik Krebs        | 3'02"528 | Italia Romano Battisti Simone Venier | 3'04"824 |
| Singolo pesi leggeri (dettagli)     | Luka Radonić                                 | 3'22"584 | Pedro Fraga                             | 3'23"004 | Spyridon Giannaros                   | 3'24"415 |
| 2 di coppia pesi leggeri (dettagli) | Italia Stefano Oppo Pietro Ruta              | 3'03"266 | Grecia Ioannis Marokos Ninos Nikolaidis | 3'04"342 | Portogallo Dinis Costa Afonso Costa  | 3'05"518 |

### Donne
| Evento                          | Oro                   | Tempo    | Argento               | Tempo    | Bronzo            | Tempo    |
| Singolo (dettagli)              | Aikaterini Nikolaidou | 3'43"763 | Kiri Tontodonati      | 3'47"306 | Virginia Díaz     | 3'50"468 |
| Singolo pesi leggeri (dettagli) | Valentina Rodini      | 3'47"669 | Thomais Emmanouilidou | 3'52"490 | Natalia de Miguel | 3'52"830 |

## Medagliere

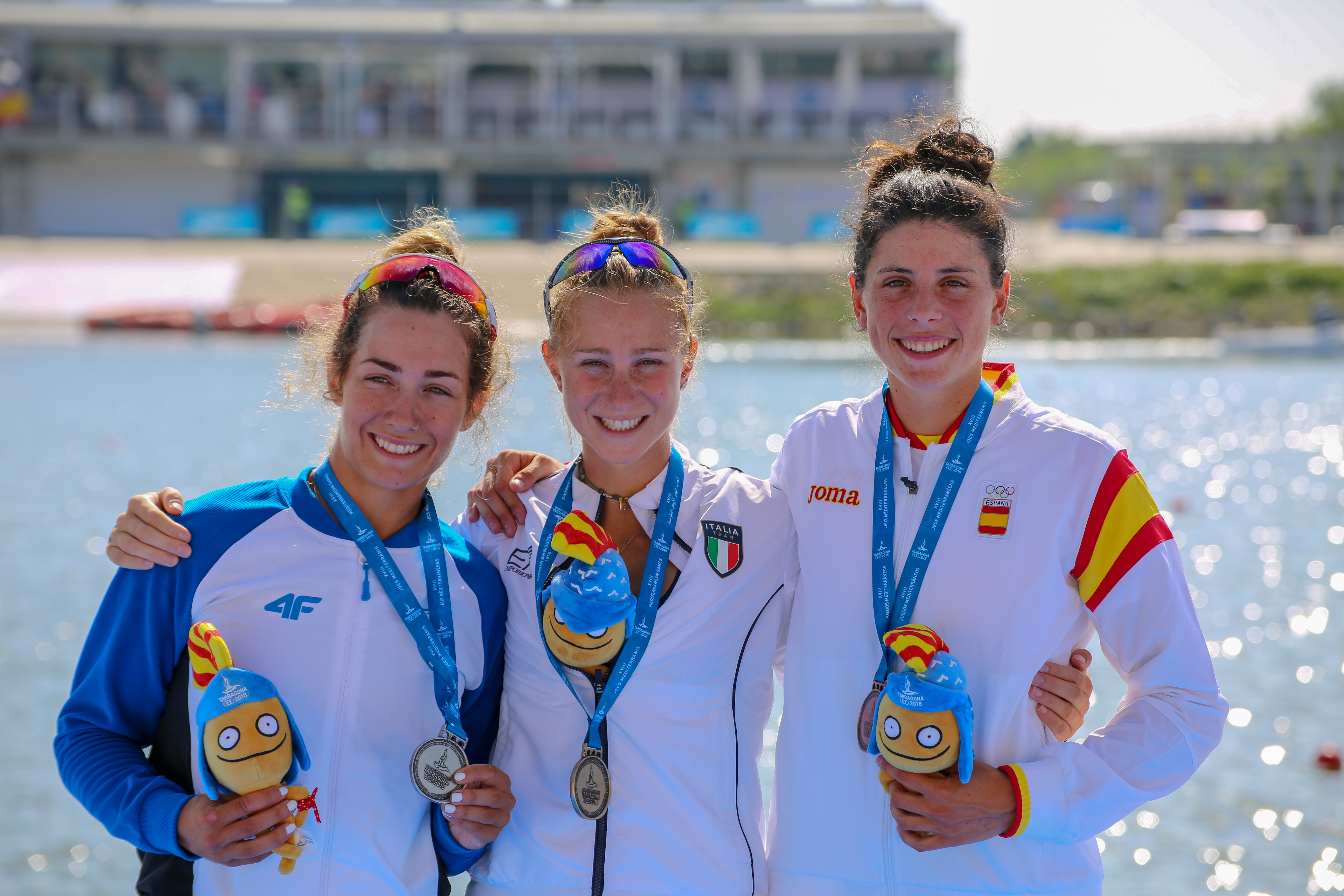
Thomais Emmanouilidou, Valentina Rodini e Natalia Gómez

| Posizione | Paese      | Oro | Argento | Bronzo | Totale |
| --------- | ---------- | --- | ------- | ------ | ------ |
| 1         | Italia     | 3   | 1       | 1      | 5      |
| 2         | Grecia     | 2   | 2       | 2      | 6      |
| 3         | Croazia    | 1   | 0       | 0      | 1      |
| 4         | Portogallo | 0   | 1       | 1      | 2      |
| 5         | Serbia     | 0   | 1       | 0      | 1      |
| 5         | Slovenia   | 0   | 1       | 0      | 1      |
| 7         | Spagna     | 0   | 0       | 2      | 2      |
| Totale    | Totale     | 6   | 6       | 6      | 18     |